# Ирано-пакистанская граница
Длина границы между Пакистаном и Ираном составляет 909 километров.

## Строительство барьера
В 2007 году Иран начал возведение бетонной стены на общей границе между двумя странами. Пакистанские официальные лица не протестовали против этого решения, так как Иран строил барьер на своей территории. Высота барьера составляет 10-футов, усилен стальными прутьями, был построен вдоль общей границы двух государств, проходящей по территории исторической области Белуджистан. Своё решение отгородиться от Пакистана барьером иранские официальные лица объяснили тем, что через данный участок границы проходит большой объём наркотрафика, а также экстремистски настроенные группировки белуджей проникают на территорию Ирана с целью совершения террористических актов и провокаций.